# 东坝头镇
东坝头镇，原为坝头乡，是中华人民共和国河南省開封市兰考县下辖的一个乡镇级行政单位。2018年撤乡设镇。区划代码改为410225106。

## 行政区划
东坝头镇下辖以下地区：
雷集村、朱庄村、东坝头村、杨庄村、雷新庄村、孟房村、高寨村、张庄村、长胜村、栗场村、朱庵村、魏庄村、双井村、韩李村和南北庄村。

## 名胜
毛泽东主席视察黄河纪念亭位于东坝头乡东坝头村南黄河渡口。